# Guineataube

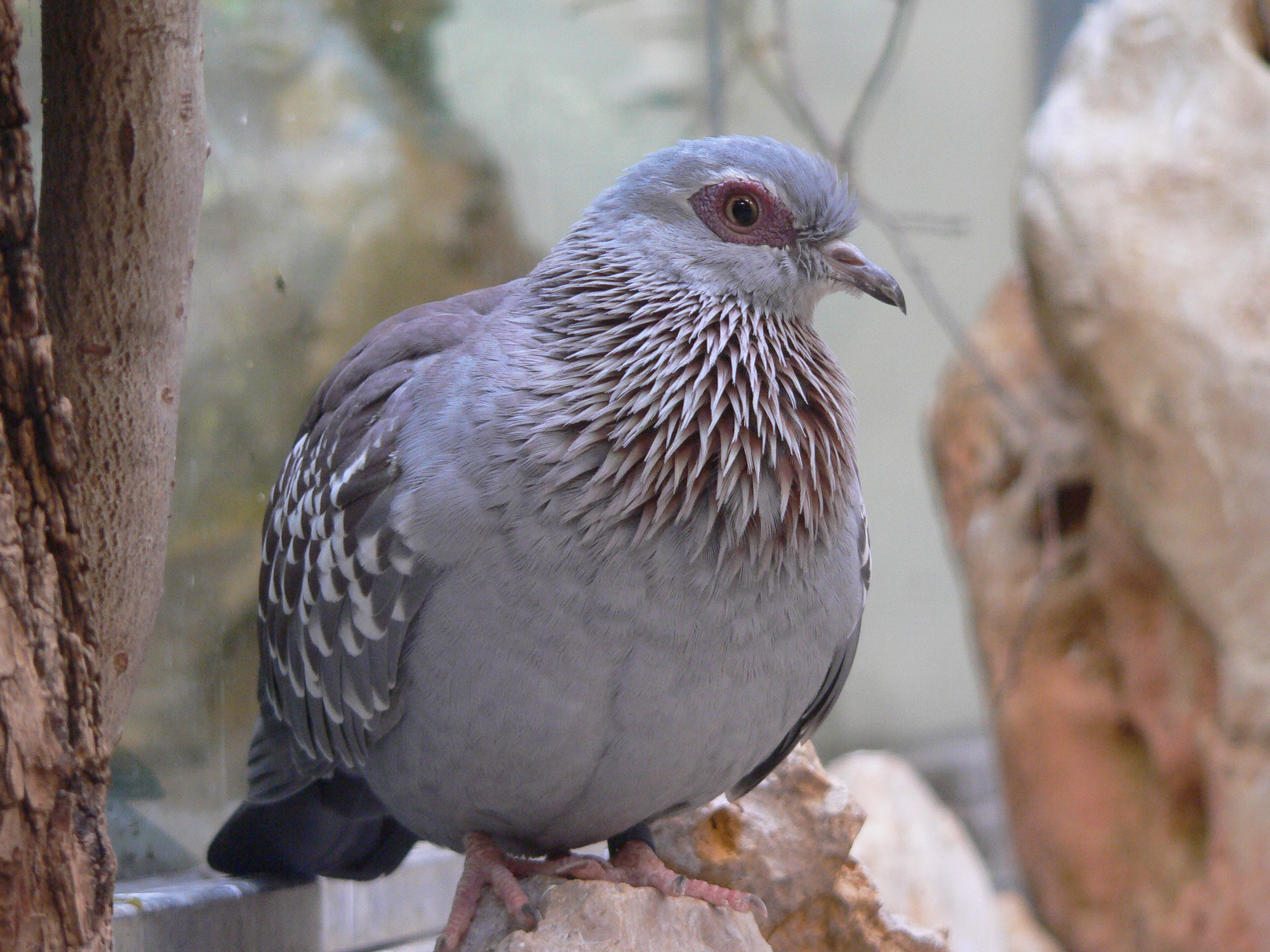
Guineataube

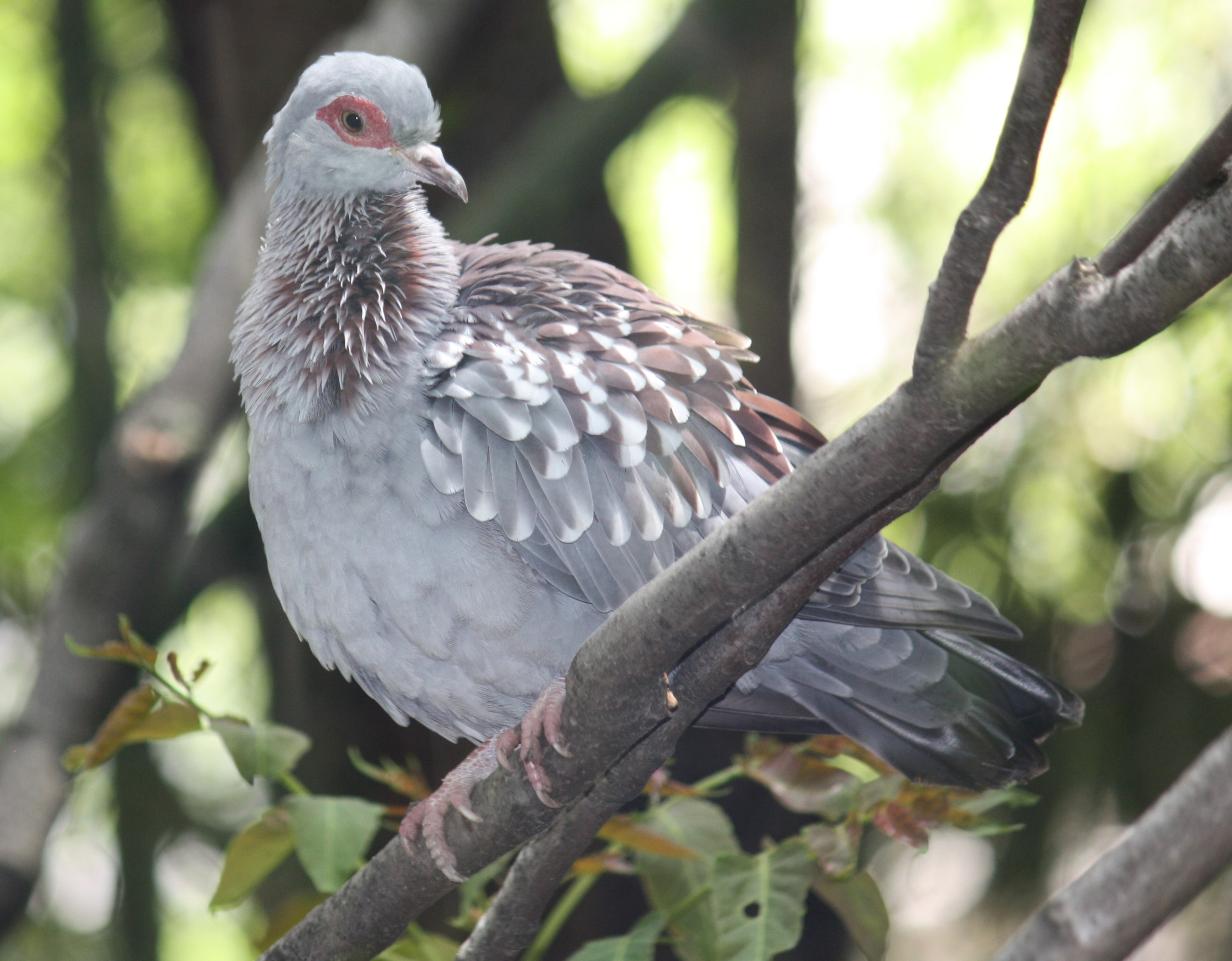
Guineataube

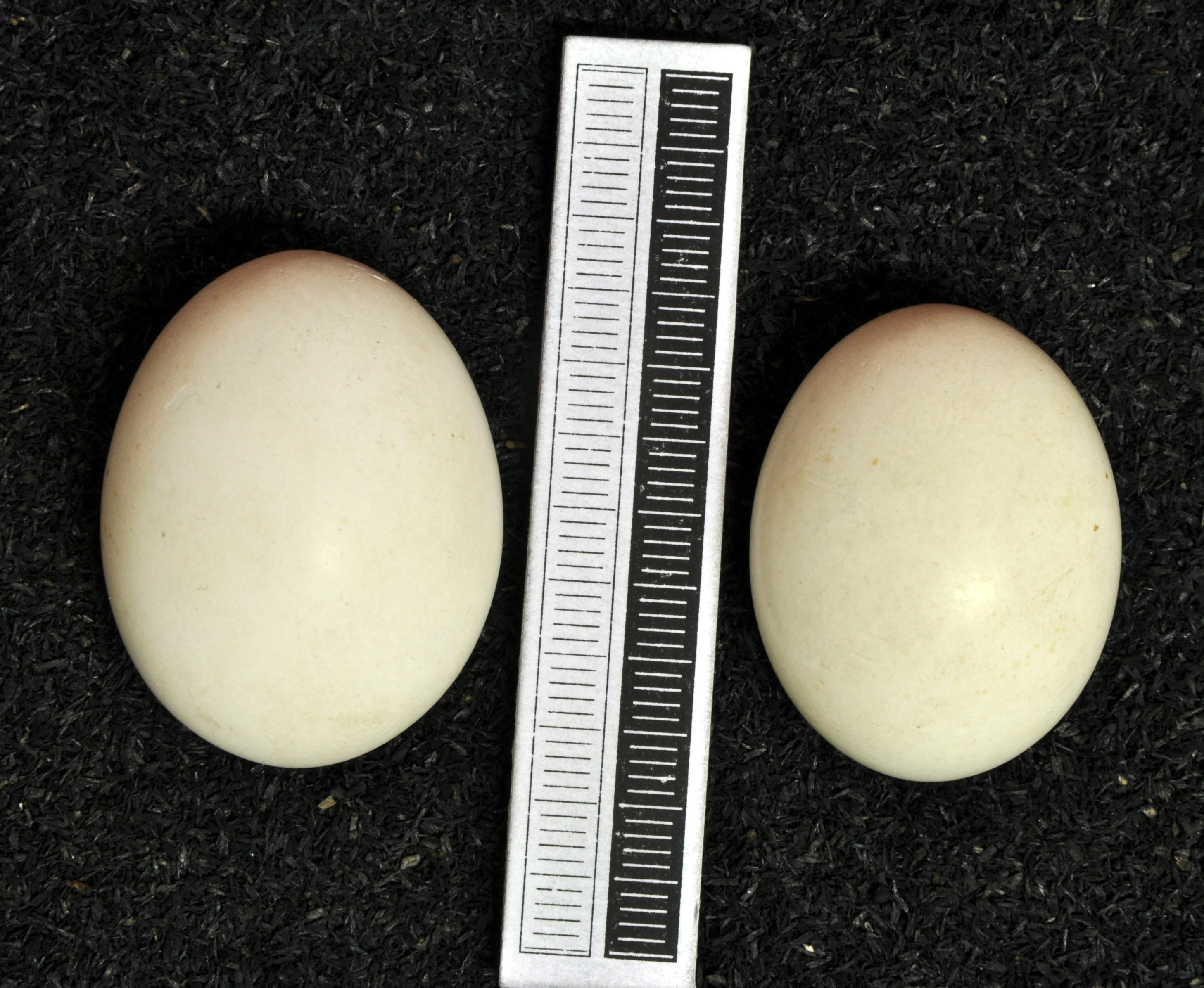
Gelege, Sammlung Museum Wiesbaden

Die Guineataube (Columba guinea), auch Strichelhalstaube genannt, ist eine afrikanische Vogelart aus der Familie der Tauben (Columbidae), die vor allem offenes Gelände besiedelt. Laut IUCN gilt die Guineataube als häufig und ungefährdet. In vielen Gebieten dehnt sie sogar ihr Verbreitungsgebiet aus. Sie nutzt dabei auch zunehmend Siedlungsgebiete als Lebensraum.
Als Ziervogel wurde die Guineataube in Großbritannien bereits 1885 gezüchtet. Sie ist bis heute wegen ihres attraktiven Erscheinungsbildes ein geschätzter Volierenvogel.

## Merkmale
Die Guineataube ist etwa 41 cm lang und von grauer Grundfarbe. Sie wiegt zwischen 250 und 350 Gramm. Die Geschlechter sind äußerlich kaum zu unterscheiden.
Die Guineataube hat rotbraune Rücken- und Schulterfedern und rotbraune Flügeldecken mit dreieckigen weißen Flecken. Am Hals hat sie einen breiten Ring rotbrauner Federn mit grauen Spitzen und grünlichem Glanz. Die Oberschwanzdecken sowie die Brust und der Bauch sind grau. Die Schwanzfedern sind dunkel und weisen an den zwei äußeren Schwanzfedern weiße Säume auf. Der Schnabel ist schwarz mit einer fast weißen Wachshaut. Die Iris ist gelb und hat einen orangefarbenen bis roten äußeren Ring. Die Augenumgebung ist nackt und rot.

## Verbreitung
Die Guineataube lebt im offenen Waldland und der Savanne Afrikas. Sie bewohnt einen Streifen von Senegal bis nach Somalia und dringt im Bereich des ostafrikanischen Grabenbruchs auch weiter nach Süden vor. Im südlichen Afrika bewohnt sie hauptsächlich Simbabwe, Botswana, Namibia und Südafrika. Sie ist eine Art offener Lebensräume und besiedelt auch Kulturland. Sie fehlt dagegen in Wüsten und im tropischen Regenwald.

## Verhalten
Die Guineataube ernährt sich von Pflanzensamen sowie Getreide und auch Erdnüssen. Die Nahrungsaufnahme findet überwiegend am Boden statt. Früchte dagegen pickt sie direkt von den Bäumen. Im felsigen Hochland von Äthiopien ist sie gelegentlich mit der Amharentaube vergesellschaftet.
In ihrem Brutverhalten gleicht sie weitgehend der Haustaube. Die Brutzeit dauert etwa 15 Tage. Das Weibchen legt zwei Eier in ein auf Felsvorsprüngen, in Bäumen oder in Hauswänden gebautes Nest. Die Brutdauer beträgt 15 bis 16 Tage. Die Nestlingszeit beträgt 20 bis 23 Tage.

## Belege